# 12-я пехотная дивизия АК
12-я пехотная дивизия АК (пол. 12 Dywizja Piechoty AK) — польское партизанское стрелковое соединение Армии Крайовой, которое действовало с сентября 1942 на оккупированной нацистской Германией территории Львовской области и в Тернополе.

## История
Дивизия была сформирована в 1944 году, согласно с боевым порядком Войска Польского от 1 сентября 1939 года, согласно которому произошло восстановление боевых частей. В результате проведения воспроизведения действий довоенных воинских частей была создана пехотная дивизия под командованием капитана Франчишека Гарвола. С начала 1944 начала участвовать в акции «Буря».

## Структура дивизии
Согласно боевому порядку, в состав дивизии входили следующие соединения:
- 51-й пехотный полк АК.
- 52-й пехотный полк АК.